# Против течения (фильм, 1981)
«Про́тив тече́ния» — советский фильм Свердловской киностудии, снятый в 1981 году. Режиссёр — Барас Халзанов. Фильм снят по мотивам произведений Александра Фадеева. Премьера фильма состоялась в сентябре 1981 года.

## Сюжет
1920 год. Японские войска оккупировали Дальний Восток. Один из полков Красной Армии дезертирует с фронта. Комиссар Челноков пытается остановить беглецов, но все тщетно... В штабе фронта перед Челноковым ставят трудную задачу: любой ценой вернуть полк на фронт...

## В ролях
| Актёр              | Роль                      |
| ------------------ | ------------------------- |
| Владимир Зайцев    | комиссар Челноков         |
| Пётр Вельяминов    | Соболь                    |
| Лев Прыгунов       | Бочкарёв                  |
| Борис Химичев      | Селезнёв                  |
| Пётр Коробов       | Семенчук, командир отряда |
| Светлана Суховей   | Соня                      |
| Юрий Сорокин       | Буланов                   |
| Сергей Балабанов   | «Писучий человек»         |
| Владимир Соколов   | «Костлявая злость»        |
| Виталий Титов      | Назарыч                   |
| Владимир Уан-Зо-Ли | эпизод                    |

## Съемочная группа
- Барас Халзанов — режиссёр
- Марк Азов, Валерий Михайловский — сценаристы
- Юрий Дуринов, Виктор Осенников — операторы
- Владислав Казенин — композитор
- Валерий Лукинов, Вячеслав Панфилов — художники